# Taxithelium trachychaetum
Taxithelium trachychaetum là một loài rêu trong họ Sematophyllaceae. Loài này được (F. Muell.) Paris mô tả khoa học đầu tiên năm 1905.